# 소련의 탈린 철수
소련의 탈린 철수(영어: Soviet evacuation of Tallinn) 또는 소련의 됭케르크, 탈린의 재앙, 탈린 철수전(러시아어: Таллинский переход)은 1941년 8월 소련 점령하의 에스토니아 탈린에서 포위당한 발트 함대와 붉은 군대가 철수하는 작전이었다.
바르바로사 작전 이후, 독일군은 급속하게 소련 점령하의 발트 3국으로 진군했고 8월 말까지 에스토니아의 수도 탈린은 독일군에 의해 포위당했으며, 발트 함대의 대부분 역시 탈린에 포위되었다. 소련이 돌파구를 만들려는 동안, 크릭스마리네(Kriegsmarine)와 핀란드 해군은 1941년 8월 8일부터 라헤마(Lahemaa) 해안의 주민다(Juminda) 곶에서 기뢰 부설을 시작했다. 소련 소해정은 호송선단 경로의 지뢰를 제거하려 했지만, 독일 해안 포병이 150mm 포가 주민다 곶 근처에 배치되었고 핀란드 해군은 근처에서 고속 어뢰정 플로틸라(Flotilla)와 VMV급 경비정 VMV9, VMV10, VMV11, VMV17가 초계를 섰다. 동시에 독일 E-보트 S-26, S-27, S-39, S-40, S-101로 이루어진 3 고속보트선단(Schnellbootflottille)이 헬싱키 외곽의 수오멘린나섬에 집중되었다. 독일 융커스 Ju 88 폭격기는 에스토니아에 806기 배치되어 폭격했다. 8월 19일에는 독일의 최종 공격이 시작되었다.
1941년 8월 27일-28일 밤 동안 소련 10 소총병 군단은 적이 없는 동안 탈린의 선박에 탑승했다.
승선할 때에는 연기에 의해 보호받았지만, 피난이 시작되기 전의 소해 작업은 나쁜 날씨로 인해 효과가 없었고 선박 보호를 위한 소련군 비행기는 적었다. 결국, 항구에서 피난하는 동안 독일의 강한 공중 폭격으로 천 명 이상이 사망했다.

## 핀란드 만의 장갑

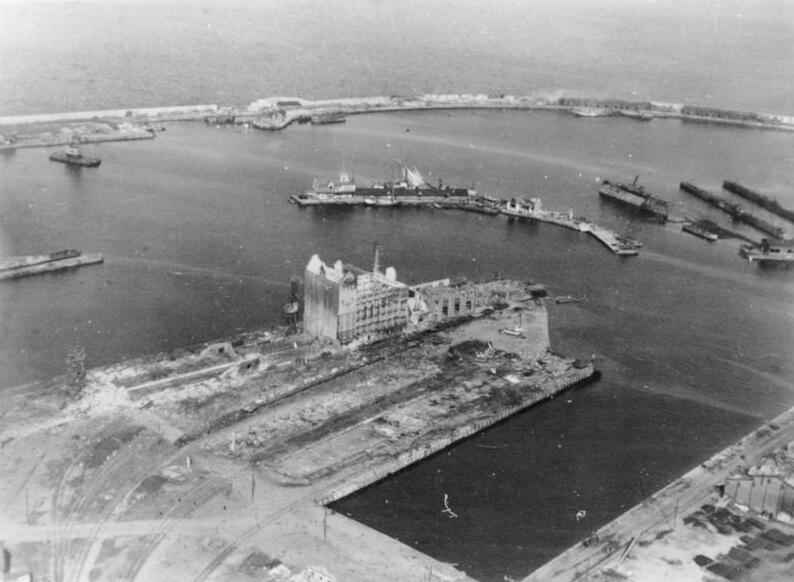
1941년 9월 1일, 독일이 점령한 이후의 탈린 항구.

4척의 호송선단을 포함한 20척 선박, 유조선 1척, 보조선 8척, 소형선 9척, 예인선 1척, 보급선 1척이 블리다미르 트리버츠가 이끄는 순양함 키로프에 의해 보호받은 채 조직되었고, 함대 지도선 2척, 구축함 9척, 어뢰정 3척, 잠수함 12척, 현대 기뢰제거함 10척, 구식 기뢰제거함 15척, 소해정 22척, 구잠정 21척, 포함 3척, 기뢰부설함 1척, 순찰선 13척, 고속 어뢰정 11척으로 구성되었다.
함대는 8월 27일 2200명을 실은 채 밖으로 이동하기 시작했다. 8월 28일 Ju 88 폭격기에 의해 5척이 격침되었다. 8월 28일 오후 4시에는 주민다 해협의 기뢰가 많이 부설된 곳을 첫 선박이 지나갔다. 기뢰에 충돌하여 폭발한 첫 배는 증기선 엘라(Ella)였으며, 이 함선이 격침된 직후 다른 여러 함선들도 기뢰에 명중되었으며 독일 폭격기와 핀란드 해안 포병이 포격을 하였다. 강제로 탈출을 시도한 소련 해군은 구축함 5척, 어뢰정 2척, 순찰선 1척, 기뢰제거함 3척, 잠수함 3척, 포함 2척, 소형 전함 2척, 선박 15척을 잃었다. 함대 지도선 1척, 구축함 2척, 기뢰제거함 1척, 선박 1척은 손상되었다.
이날 저녁 함대는 핀란드와 독일 어뢰정의 공격을 받았으며, 혼돈된 상황으로 인해 기뢰 제거는 불가능했다. 2200시 어둠이 내리고 소련 함대는 멈추고 고정하였으며 중기뢰가 깔린 바다에 있었다.
8월 29일 새벽 Ju 88 폭격기가 고글란트섬의 호송선단을 공격하여 선박 2척을 격침했다. 한편 피해를 입지 않은 선단들은 크론시타트의 포병 보호를 받기 위해 최대한의 속도로 운행했다. 크론시타트에 상륙하기 전 스테인스케르(Steinskär)에서 "카자흐스탄" 선박이 큰 피해를 입어 5천명 중 2,300명이 부상을 입었다. 다음 날에는 고글란트 섬에서 12,160명이 구조되었다.
탈린에서 소련군의 철수 작전은 165척의 선박, 28,000명이 탈출했으며 장비 66,000t도 피난에 성공했다. 약 12,400명이 익사한 것으로 추정된다. 소련 외부에서는 거의 알려지지 않았지만(긴 전쟁 이후 이 사건은 공산 정권에 의해 무시되었으며, 오늘날 공개적으로 서방 성향의 에스토니아 정부는 기억하지 않는다) 적어도 레판토 해전 이후 가장 큰 해군의 재앙이었다.

## 격침 선박 목록

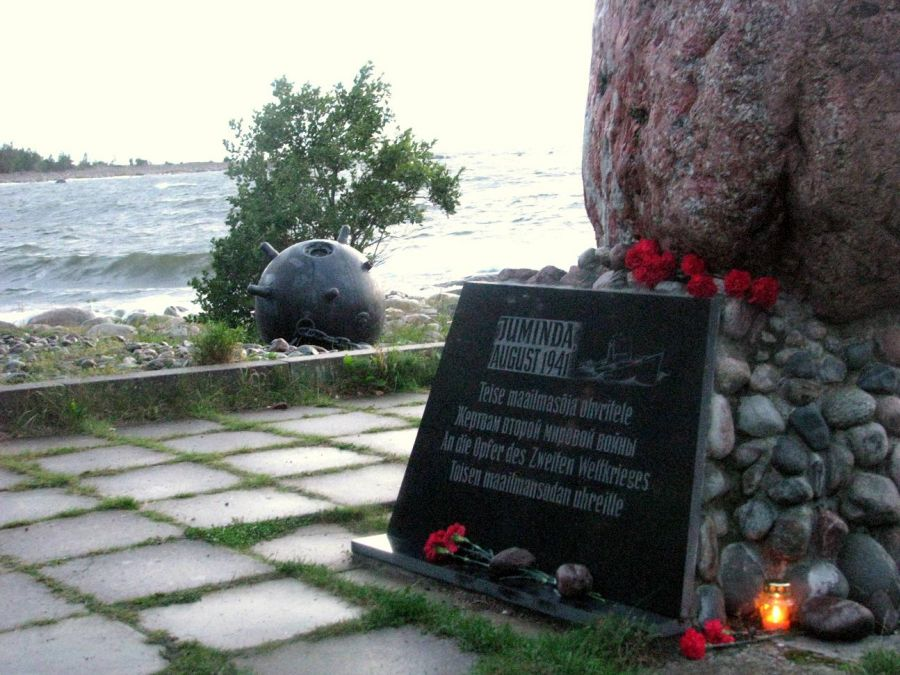
주민다 기념비.

- 쇄빙선 Kristjanis Voldemars
- 소련 잠수함 S 5 - 1941년 8월 28일, 핀란드 만[5]
- 소련 잠수함 슈카 301 - 1941년 8월 28일, 주민다 곶[5]
- 소련 구축함 야코프 스베르돌프(Yakov Sverdlov) - 1941년 8월 28일, 모흐니 섬[5]
- 소련 구축함 칼리닌(Izyaslav class) - 1941년 8월 28일, 주민다 곶[5]
- 소련 구축함 아르뎀(Orfey class) - 1941년 8월 28일, 주민다 곶[5]
- 소련 구축함 볼로다르스키 - 1941년 8월 28일, 주민다 곶[5]
- 소련 구축함 스코리(Soobrazitelny class) - 1941년 8월 28일, 주민다 곶[5]
- 순찰선 스네그 - 1941년 8월 28일, 주민다 곶[5]
- 순찰선 트시콜룬 - 1941년 8월 28일, 주민다 곶[5]
- 포함 I-8 - 1941년 8월 28일, 주민다 곶[5]
- 소해정 No. 71 (크랩) - 1941년 8월 28일, 주민다 곶[5]
- 소해정 No. 42 (렌보드풋-13) - 1941년 8월 28일, 주민다 곶[5]
- 경비함 새툰
- 경비정 MO 202
- 고속 어뢰정 TK 103
- 대형 상선 25척, 소형 상선 9척(대부분 기뢰로 인한 손실)